# Johnny Hamilton
Johnny Hamilton (22 de enero de 1935 en Larkhall -14 de agosto de 2013) fue un futbolista escocés, que jugó en Hearts, Watford y Berwick Rangers.
Hamilton jugó en la Liga de Escocia XI una vez, en 1958. Después de retirarse como jugador de fútbol, Hamilton fue entrenador del equipo juvenil Hearts entre 1974 y 1979. Luego trabajó en un quiosco en Slateford Road, Edimburgo. Hamilton murió en agosto de 2013, a los 78 años de edad.

## Clubes
| Club                   | País       | Año         |
| ---------------------- | ---------- | ----------- |
| Heart of Midlothian FC | Escocia    | 1955 - 1967 |
| Watford FC             | Inglaterra | 1967 - 1970 |
| Berwick Rangers FC     | Escocia    | 1970 - 1973 |